# Hangutánzás
A hangutánzás egy olyan szóra utal, ami fonetikailag imitálja, vagy sugallja a hang forrását. A leggyakoribb előfordulásai a hangutánzó szavaknak az állathangok, mint a „röf-röf”, „miaú”, vagy „cirip-cirip”. A hangutánzó szavak különböznek az egyes nyelvekben. Egy bizonyos szinten alkalmazkodnak ahhoz a nyelvi rendszerhez, amelynek részei. Az óra hangja például tik-tak a magyar nyelvben, tick tock angolul, dī dā mandarin nyelven, katchin katchin japánul, és tik-tik (टिक-टिक) hindi nyelven.
A hangutánzás szaknyelvi neve, az onomatopoeia kifejezés jelentése „egy hang imitálása”, az onomatopoeia szó a görög nyelvben „név létrehozása”. Azokra a szavakra, amelyek hangokat imitálnak a Ηχομιμητικό (angolul echomimetic) kifejezést használják. A kifejezés két szó összetételéből származik. Egyrészt a Ηχώ szóból ered, melynek jelentése visszhang vagy hang, másrészt pedig a μιμητικό szóból, melynek jelentése utánzó vagy imitáció.

## A hangutánzó szavak használata
Néhány hangutánzó szónak több változata is megjelenhet, ami leginkább az állathangok esetében figyelhető meg, hiszen a különböző állatfajok különböző hangokat is adnak ki. Ez a jelenség a magyar nyelvben annyira nem jellemző. A béka brekegése esetében, az ógörög nyelvben beszélhetünk brekekekex koax koax-ról (Ariszthophanész: A békák c. művében), ahol valószínűleg tavi békákról van szó, az angol ribbit olyan békák hangjára utal, amelyek Észak-Amerikában találhatók meg, az angol croak („brekeg”) ige, pedig az egyszerű béka hangjára utal.
Néhány gyakori hangutánzó szó a magyar nyelvben az állathangokon kívül: hapci, bumm, durr, puff, kopp-kopp, cupp. A magyar nyelvben a különböző gépek által kiadott hangokra kevesebb megfelelő van, mint például az angolban, ezek többsége az angol egyfajta módosított változata: a magyar nyelvben az autó duda hangjára előszeretettel használják a tütűt szót (angolul honk, vagy beep-beep), az autó motorjára használatos angol vroom és brum szavakat pedig magyarított formában ejtik, rendszerint brumm-brumm-ként.
A legnagyobb különbségek az angol és magyar nyelv között leginkább az állathangok példáin mutathatók be. Angolul a kacsa quack hangot ad ki, magyarul hápog; a tehén hangja mindkét nyelvben megegyezik, angolul moo, és legtöbbször magyarul is azt mondják mú; a kutya ugatásában kis mértékben van eltérés, angolul woof, magyarul vaú; a macska angolul azt mondja meow/miaow, magyarul miaú; a bárány az angol nyelvben a baa, a magyar nyelvben pedig a bee hangot adja ki. Ezen hangutánzó szavak többsége igévé alakítható az angol és magyar nyelvben egyaránt.

### Kultúrák közötti különbségek
Bár egy bizonyos hangot hasonlóan hallanak a különböző kultúrákból származó emberek, azokat különböző hangsorokkal jelenítik meg. Például, az olló hangja az angolban snip, a kínaiban su-su, az olaszban cri-cri, a spanyolban riqui-riqui, a portugál nyelvben terre-terre vagy treque-treque, az újgörögben krits-krits, hindi nyelven pedig katr-katr. Magyar megfelelője a nyissz-nyissz. Példaként említhető még az autó dudálására használatos hangsorok különbségei is az egyes nyelvekben, ami a mandarin nyelvben ba-ba, franciául tut-tut, japánul pu-pu, a koreai nyelvben bbang-bbang, a norvégban bært-bært, portugáli nyelven fom-fom, és végül bim-bim a vietnámi nyelvben.

## Képregények és a reklámszakma
A képregényekkel együtt megjelent a hangutánzó szavak széles körű használata. Tim DeForest, aki egy populáris kultúra történész, nagy hatást tulajdonított Roy Crane (1901-1977) író-művésznek, aki Captain Easy és Buz Sawyer megalkotója.
Crane volt az, aki támogatta a hangutánzó effektusok használatát a képregényekben, a „bam”, „pow” és „wham” hangutánzó szavak hozzáadásával egy előzetesen szinte teljesen vizuális szótárhoz. Crane elszórakozott a jelenséggel, és néha betoldott egy-egy „ker-splash” vagy „lickety-wop” kifejezést a sokkal inkább standard effektusok mellé. A szavak és a képek lényegében járművekké váltak, amik hordozzák az egyre növekvő ütemű történetet.
2002-ben a DC Comics bemutatott egy cselszövőt, akit Onomatopoeiának neveztek. A karakter egy sportoló, harcművész és fegyverszakértő, aki gyakran ad ki hangokat.
A reklámszakma gyakran használ hangutánzó szavakat, mint emlékezeterősítő szó, így a vásárlók könnyebben emlékeznek majd a termékeikre, mint az Alka-Seltzer reklámban hallható „Plop, plop, fizz, fizz. Oh, what a relief it is!” összecsengés, amit két változatban is felvettek Sammy Davis Jr. vezetésével.
A Rice Krispies (Amerikai Egyesült Államok és Egyesült Királyság), valamint a Rice Bubbles (Ausztrália) termékek kiadnak egy bizonyos „snap, crackle, pop” hangot, ha tejet öntenek rájuk. Az 1930-as években Vernon Grant, illusztrátor létrehozta Snap, Crackle és Pop manókat a Kellogg Company részére.
Különböző hangutánzó szavak megjelennek a közlekedés-biztonsági hirdetésekben is: „clunk click, every trip” (kattinsd be a biztonsági övet, miután becsuktad az ajtót; egyesült királyságbeli kampány), „click, clack, front and back” (a hang szintén a biztonsági öv kattanására utal; ausztráliai kampány), „click it or ticket” (a biztonsági öv kattanása; US DOT kampány).

### Viselkedés-imitáció
A világ több nyelvében használnak a hangutánzó szavakhoz hasonlító kifejezéseket, amik olyan jelenségeket írnak le, amik nem feltétlenül auditívak. A japán nyelvben efféle szavakat arra használnak, hogy érzéseket és tárgyak és fogalmak jelképes kifejezéseit írják le. Például, a japán barabara kifejezést arra használják, hogy egy tárgy állapotának a rendetlenségére, vagy elkülönülésére utaljon. A shiiin kifejezés a hangutánzó formája a teljes csendnek (a kifejezést akkor használják, amikor egy angol beszélő arra vár, hogy meghallja a tücsökciripelést, vagy egy tű leesését egy csendes szobában, vagy valaki köhögését). Az angol nyelvben is megjelennek ilyen kifejezések, mint például a bling, ami akkor használatos, ha a fény megcsillan az aranyon, krómon, vagy drágaköveken. A japán nyelvben a kirakira kifejezést csillogó dolgokra használják.

## Példák a médiában
- James Joyce az Ulysses (1922) c. művében hozta létre a tattarrattat hangutánzó szót az ajtókopogásra. Az Oxford Szótár a leghosszabb oda-vissza értelmes szóként listázza.
- A Whaam! (1963), Roy Lichtenstein műve, ami egy korai példája a pop-művészetnek, a képregény-művészet reprodukálásával jelenít meg egy harci repülőgépet légi csapást mérve egy másikra, vakító piros és sárga robbanásokkal.
- Az 1960-as évekbeli Batman tévésorozatban, képregény stílusú hangutánzó szavak jelennek meg a képernyőn a csatajelenetek alatt: wham!, pow!, biff!, crunch! és zounds!.
- Az Ubisoft XII c. videójátéka képregényekben használatos hangutánzó szavakat alkalmazott lövésekre, robbanásokra és gyilkosságokra: bam!, boom! és noooo!. A képregény-stílus a játék egészében főtémaként jelenik meg, a játék az azonos című képregény adaptációja.
- John Prine, népszerű amerikai dalszerző „Onomatopoeia” c. dalának refrénje hangutánzó szavakat tartalmaz (azonban az „ouch!” nem a fájdalom kifejezésére utal): „Bang! went the pistol. | Crash! went the window. | Ouch! went the son of a gun. | Onomatopoeia | I don't wanna see ya | Speaking in a foreign tongue.”
- A KerPlunk üveggolyó játék megnevezése egy hangutánzó szó, ami az üveggolyók hangját jelöli.
- A Nickelodeon KaBlam! c. rajzfilmje is hangutánzó szóként értelmezhető, ami a csattanás hangjára utal.
- A Harper-sziget (eredeti címe: Harper's Island) c. tévésorozat minden része egy hangutánzó szót kapott címként, ami annak a karakternek a hangjára utal, aki az adott részben meghal. Például a „Bang” c. részben a karaktert meglövik és halálosan megsebesül, a „Bang” pedig a lövés hangját imitálja.

## Fordítás
Ez a szócikk részben vagy egészben  az   Onomatopoeia című angol Wikipédia-szócikk fordításán alapul.  Az eredeti cikk szerkesztőit annak laptörténete sorolja fel. Ez a jelzés csupán a megfogalmazás eredetét és a szerzői jogokat jelzi, nem szolgál a cikkben szereplő információk forrásmegjelöléseként.